# 14 Canum Venaticorum
14 Canum Venaticorum är en misstänkt variabel stjärna i stjärnbilden Jakthundarna. 
Stjärnan varierar i visuell magnitud mellan +5,10 och 5,29 utan någon fastställd periodicitet.